# Alimia
Isla Alimia (en griego: Αλιμιά; en italiano: Alinnia) es el nombre de una isla de Grecia del archipiélago del Dodecaneso en el Mar Egeo en las coordenadas geográficas 36°16′05″N 27°42′12″E / 36.26806, 27.70333 a unos siete kilómetros al oeste de la isla de Rodas y seis kilómetros al este de Halki, que posee una superficie de 6,5 kilómetros cuadrados, un largo máximo de 5 kilómetros y un ancho de 4 kilómetros. Tiene una altitud máxima de 274 metros y se encuentra deshabitada. Administrativamente depende de la periferia del Egeo Meridional. En 1944, en plena Segunda Guerra Mundial sus habitantes fueron deportados.